# Grevskabet Armagnac
Grevskabet Armagnac (fransk: [aʁmaɲak]; occitansk: Armanhac), beliggende mellem Adour og Garonne i Pyrenæernes lave bakker, er et historisk grevskab under hertugdømmet Gascogne, etableret i 601 i Aquitaine (nu Frankrig). Grevskabet var en overgang særdeles indflydelsesrigt, og nåede sit højdepunkt i det 14. og 15. århundrede.
|  | Manglende infoboks Nogle af informationerne i denne artikel kunne med fordel samles eller opsummeres i en infoboks, som det anbefales i stilmanualen. |

43°54′13″N 0°09′08″V / 43.9036°N 0.152222°V